# 北九州空港
北九州空港（きたきゅうしゅうくうこう、英: Kitakyushu Airport、IATA: KKJ, ICAO: RJFR）は、福岡県北九州市小倉南区空港北町と京都郡苅田町空港南町に跨る人工島に位置する空港（海上空港）である。ターミナルビルや空港事務所は北九州市側に所在する。
国際航空輸送網又は国内航空輸送網の拠点となる空港として、空港法の第4条第1項第6号に該当する空港として政令で定める空港（国管理空港）に区分されている。

## 概要

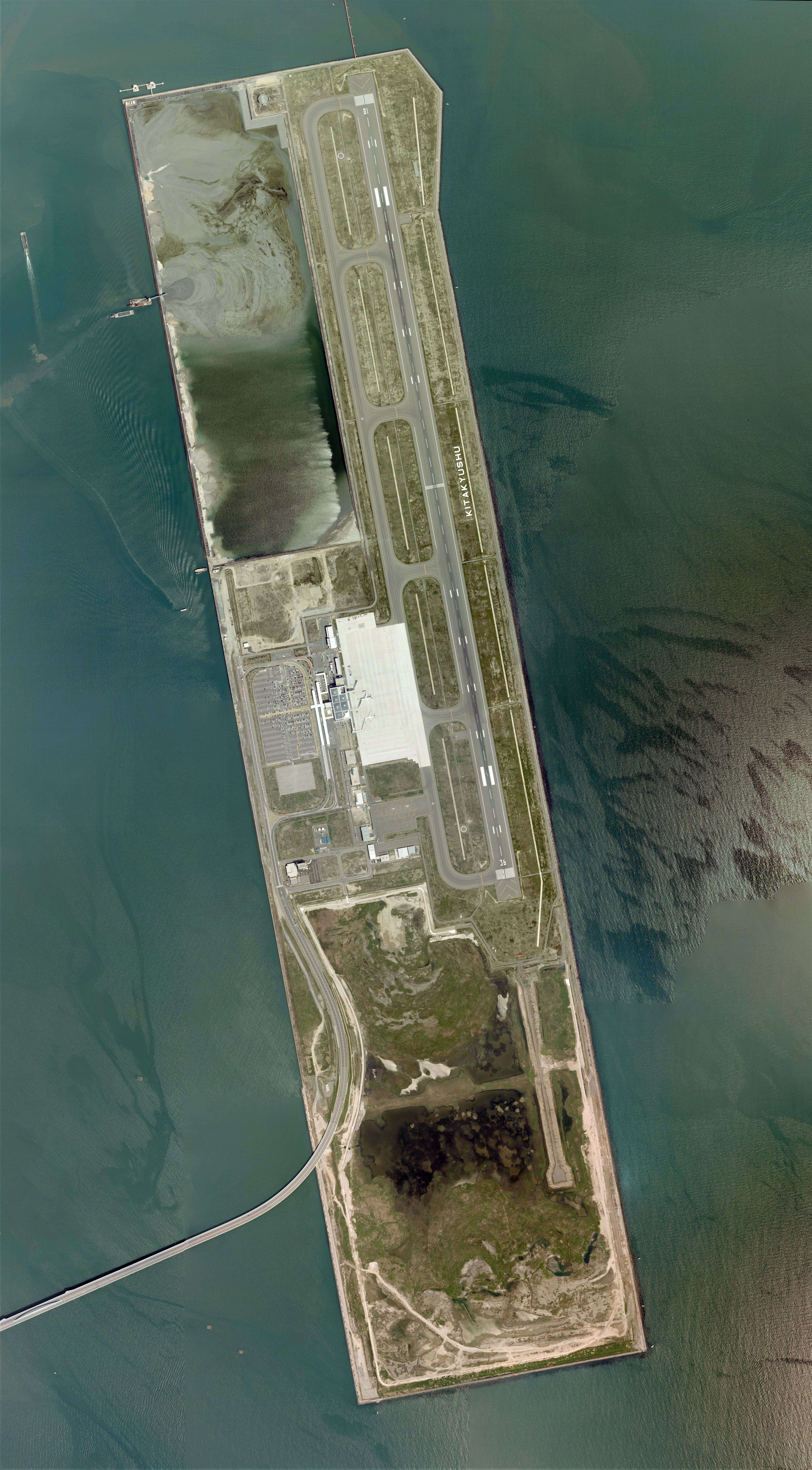
北九州空港の空中写真。
。2009年撮影の20枚を合成作成。

2006年（平成18年）3月16日に開港。開港時の名称は「新北九州空港」で、小倉南区曽根にあった（旧）北九州空港（1944年開港）の実質的な移転である（旧空港は開港前日の3月15日に運用終了）が、名実ともに「北九州空港」となるのは2008年の空港法改正時のことである。空港島は北側が北九州市小倉南区、南側が京都郡苅田町に跨るが、空港施設の大半は北九州市側に位置している。本土とは地域高規格道路である新北九州空港道路（福岡県道245号新北九州空港線）で結ばれており、苅田町側からアプローチすることになる。
スターフライヤーが本空港をハブ空港（本拠地）と位置づけており、本社を空港敷地内に置いているほか、2006年3月22日からは、北九州5:30発羽田7:00着の早朝便を就航させ、全国の国内定期旅客便でもっとも早い始発便ともっとも遅い最終便が運航される空港となった。また、同年8月22日から、国内で9番目、九州では最初かつ唯一の24時間空港として運用している。
2012年（平成24年）に福岡空港の発着数が滑走路1本で運用可能な限界を超え、航空路線の新規就航や増便が困難となっていることから、福岡県は2014年（平成26年）11月に策定した「福岡県の空港の将来構想」で、福岡空港の発着枠を超える就航希望航空会社（特にLCCと貨物専用便）について北九州空港に誘導するとしている。
24時間運用の当空港には国内外の貨物定期便の就航が相次いでおり、国土交通省九州地方整備局では欧州や北米などと結ぶ長距離貨物便の離発着を可能とするため、2023年（令和5年）に滑走路延長事業を新規事業採択、同年12月より2500メートルから3000メートルへの延伸工事に着手した。滑走路の南側に位置する人工島内へ500メートル延伸する形で新規埋め立ては発生せず、事業費は約130億円、2027年（令和9年）8月の運用開始を予定している。
滑走路長を巡っては、計画段階の1974年（昭和49年）に北九州市は3000メートル滑走路での大型貨物空港を目指していたが、空港建設を推進するにあたり2500メートルへ変更することで1977年（昭和52年）に福岡県と合意した経緯があり、開港後に滑走路長の不足により就航を断念したり関西など他地域の空港を利用せざるを得ない事例が発生し、県市や経済団体など地元側から3000メートルへの延伸が要望されていた。

## 統計

### 利用者数
元のウィキデータクエリを参照してください.
| 年度     | 乗降客数（人） | 乗降客数（人） | 乗降客数（人） |
| 年度     | 国内線         | 国際線         | 合計           |
| -------- | -------------- | -------------- | -------------- |
| 2008年度 | 1,185,049      | 11,752         | 1,196,801      |
| 2009年度 | 1,133,327      | 42,733         | 1,176,060      |
| 2010年度 | 1,124,680      | 60,301         | 1,184,981      |
| 2011年度 | 1,132,092      | 43,511         | 1,175,603      |
| 2012年度 | 1,174,440      | 94,838         | 1,269,278      |
| 2013年度 | 1,236,119      | 151,210        | 1,387,329      |
| 2014年度 | 1,252,314      | 7,565          | 1,259,879      |
| 2015年度 | 1,302,546      | 14,996         | 1,317,542      |
| 2016年度 | 1,313,394      | 98,263         | 1,411,657      |
| 2017年度 | 1,370,656      | 283,491        | 1,654,147      |
| 2018年度 | 1,443,152      | 350,205        | 1,793,357      |
| 2019年度 | 1,355,636      | 223,472        | 1,579,108      |
| 2020年度 | 320,063        |                | 322,783        |
| 2021年度 | 480,717        |                | 481,505        |
| 2022年度 | 836,661        | 2,131          | 838,792        |
| 2023年度 | 1,061,269      | 114,130        | 1,175,399      |

2018年度の年間利用客数は、前年度比8.5%増の178万3432人で3年連続過去最高となった。このうち定期便の利用者は国内線が前年度比6.1%増の143万731人、国際線が前年度比36.9%増の33万6535人であった。定期便以外も含めた全ての利用者数の推移は以下の通りである。
- 国内線
- 国際線

北九州空港利用促進連絡会が公表している調査結果によると、北九州空港の利用目的はビジネスが50%、観光が23%、帰省等私用が23%、その他が4%である。また、住所別の東京路線における北九州空港と周辺空港の選択割合は下表の通りである。
| 住所     | 北九州空港 | 福岡空港 | 山口宇部空港 | 大分空港 |
| -------- | ---------- | -------- | ------------ | -------- |
| 北九州市 | 74%        | 24%      | 2%           | -        |
| 中間市   | 74%        | 25%      | 1%           | -        |
| 中津市   | 68%        | 12%      | -            | 20%      |
| 下関市   | 31%        | 13%      | 56%          | -        |

### 需要予測
| 路線   | 路線        | 需要予測   | 需要予測 | 実際の利用状況 | 実際の利用状況 |
| 路線   | 路線        | 人数       | 便数     | 人数           | 便数           |
| ------ | ----------- | ---------- | -------- | -------------- | -------------- |
| 国内線 | 東京/羽田   | 122万6千人 | 9        | 134万3138人    | 16             |
| 国内線 | 那覇        | 37万2千人  | 4        | 6万4450人      | 1              |
| 国内線 | 名古屋/中部 | 30万9千人  | 4        | 未就航         | 未就航         |
| 国内線 | 鹿児島      | 23万6千人  | 4        | 未就航         | 未就航         |
| 国内線 | 大阪/関西   | 20万5千人  | 3        | 未就航         | 未就航         |
| 国内線 | 札幌/新千歳 | 19万7千人  | 3        | 未就航         | 未就航         |
| 国内線 | 大阪/伊丹   | 19万6千人  | 3        | 未就航         | 未就航         |
| 国内線 | 宮崎        | 9万2千人   | 2        | 未就航         | 未就航         |
| 国内線 | 名古屋/小牧 | 予測なし   | 予測なし | 2万2985人      | 1              |
| 国際線 | ソウル/仁川 | 予測なし   | 予測なし | 15万7740人     | 2              |
| 国際線 | 釜山        | 予測なし   | 予測なし | 8万3701人      | 1              |
| 国際線 | 務安        | 予測なし   | 予測なし | 4万763人       | 週3            |
| 国際線 | 台北/桃園   | 予測なし   | 予測なし | 2万8021人      | 1              |
| 国際線 | 大連        | 予測なし   | 予測なし | 1万8802人      | 週2            |
| 国際線 | 襄陽        | 予測なし   | 予測なし | 7568人         | 週3            |

開港前の2002年（平成14年）に国土交通省が実施した需要予測では、東京/羽田線に加え新千歳、中部、大阪/伊丹、大阪/関西、宮崎、鹿児島、那覇とを結ぶ路線の就航を前提に、2007年度（平成19年度）の利用者数の予測値を合計で283.3万人としていた。一方、地元自治体などが出資する第三セクターの北九州エアターミナルは設計上の利用客数の上限を150万人と想定してターミナルビルを建設しており、同時間帯に発着できる便数が限られている。
国土交通省の需要予測では、東京/羽田線の予測値は122.6万人（1日9往復）であったのに対し、2018年度（平成30年度）の実績値は134万3138人（1日16往復および不定期臨時便）となっている。
また、予測では国内線のみを想定していたが、2016年（平成28年）以降複数の国際定期路線が就航した結果、2018年度（平成30年度）の利用者数は合計で33万6535人（内訳はソウル/仁川線15万7740人、釜山線8万3701人、務安線4万763人、台北/桃園線2万8021人、大連線1万8802人、襄陽線7568人）となっている。
国土交通省では、2011年（平成23年）4月に予測と実績の乖離要因について路線毎の分析結果を公表した。予測に反し実際には就航しなかった路線について、大阪・鹿児島路線は競合する区間の新幹線の便数が予測より増加し、運賃が低下したこと、宮崎路線は運賃が安い長距離バスが多数運行され、自動車・バスの分担率が上昇したこと、新千歳路線は航空会社が直行便を減らし羽田乗継便に集約する傾向があること等を要因とした。就航後に路線廃止となった中部、那覇路線については、予測に対して実際に就航した便数が少なく、利便性の低さ等により実績が予測を下回ったとした。なお、那覇路線については2017年（平成29年）から季節定期便として再就航し2019年（平成31年）から通年運航している。

## 歴史

### 建設の経緯
（旧）北九州空港は、太平洋戦争のさなかに大日本帝国陸軍の飛行場として建設されたという経緯もあり、滑走路が大型ジェット機の離着陸のできない1,600mと短い上、滑走路の延長を行おうにも三方を山に、もう一方を曽根干潟に囲まれていることもあって拡張が困難な状況にあった。また、地形上霧の発生が多く、欠航率が25%と高かった。このような問題を解消すべく、北九州市が1971年に（旧）北九州空港の代替としての新空港の建設を国に要望。1981年に第4次空港整備において新規事業採択され、1994年に新北九州空港として政令指定を受け、新空港の建設が行われた。
空港整備の事業スキームとしては、運輸省港湾局が周防灘の沖合3kmの位置に関門航路の浚渫土砂の処分施設として新門司沖土砂処分場・苅田沖土砂処分場を建設し、同省航空局がこれを流用して全長4,125m、全幅900m、面積373haの空港島を建設し、大型機の離着陸可能な2,500mの滑走路を持つ海上空港を建設することになった。前述の通り空港島の護岸築造や埋め立て土砂投入費用は関門港の港湾整備事業（事業費1500億円）として行われたこともあり、滑走路など空港本体の建設費は1042億円と、関西国際空港（1兆5461億円：第一期事業）、中部国際空港（7680億円）など他の完全埋め立てによる海上空港と比較して割安に建設された。
この計画策定において、1990年、防衛庁（当時）が「海上自衛隊小月航空基地の空域と近接し、運用に支障が出るため滑走路方位はその影響が少ない東西方向とすべきである」と主張、南北方向の滑走路建設計画に反対を表明した（空域問題）。このため、北九州市長の末吉興一の仲介の元で当時の運輸省と防衛庁の間で調整が行われ、「完成後の運用空域に制限を設ける」ことが条件として付加されて政治決着が図られ、南北方向の滑走路での建設が決まった。

### 年表
- 1974年（昭和49年） - 港湾審議会において苅田沖土砂処分場計画が決定。
- 1977年（昭和52年） - 埋立第1期工事に着手。
- 1992年（平成4年） - 新空港建設に関する空域問題が築城管制圏への進入不可等の条件付で決着。
- 1994年（平成6年） - 空港本体工事に着手。
- 2006年（平成18年）3月16日 - 開港[1]。ジェイエア（日本航空）が、名古屋便を就航[20]。
- 2007年（平成19年）10月1日 - 航空管制官を配置し、24時間の飛行場管制業務が開始[21]。
- 2008年（平成20年）3月13日 - 航空自衛隊築城基地が担当する管制空域（築城進入管制区）が拡大され、当空港と山口宇部空港においてターミナルレーダー管制を導入[22][23]。
- 2008年（平成20年）6月18日 - 北九州空港へ改称。空港法改正により、4条1項5号に該当する空港として政令で定める空港に区分される。
- 2009年（平成21年）3月20日 - チェジュ航空が、ソウル/仁川便を就航[24][25]。
- 2012年（平成24年）4月22日 - チェジュ航空、ソウル/仁川便を運休[26]。
- 2013年（平成25年）
  - 4月1日 - 福岡航空測候所北九州空港出張所閉鎖。
  - 5月11日 - 貨物便の日本貨物航空が、ソウル/仁川発 当空港経由 東京/成田行き便を就航開始。九州地方に所在する空港では唯一の大型貨物機の発着地となった[27]。
- 2014年（平成26年）
  - 4月1日 - 飛行場管制の運用時間が縮小され、交通量が少ない深夜・早朝は福岡FSCによるリモート管制となる。
  - 11月16日 - 開港以来初めての航空事故発生。法人所有の軽飛行機ムーニーM20Kが着陸時に滑走路を逸脱、滑走路東側の高さ2メートルの護岸に衝突した[28]。機体は大破し、乗員の男性2人は重傷を負った。この事故により約3時間滑走路が閉鎖され、スターフライヤーと日本航空の合計13便が欠航した。
- 2015年（平成27年）
  - 3月8日 - 日本貨物航空が台湾桃園国際空港発 当空港経由 成田行の便をB747-8型機に変更。
  - 3月29日 - FDAが名古屋/小牧-北九州線を運航開始[29][30]。
- 2016年（平成28年）
  - 10月30日 - 天津航空が大連便を就航[31]。
  - 12月1日 - ジンエアーが釜山便を就航[32][33]。
  - 12月13日 - ジンエアーがソウル/仁川便を就航。
- 2017年（平成29年）
  - 7月4日 - 同年10月10日までの期間限定でスターフライヤーが那覇空港便を就航[34]。
  - 10月12日 - 天津航空が大連便を運休[35]。機材繰りやスケジュール調整が原因としている[35]。
- 2018年（平成30年）
  - 2月12日 - 天津航空が大連便を再開[36]。（2019年7月現在運休中）
  - 4月16日 - ジンエアーのソウル/仁川便を1日1便から1日2便へ増便[37]。
  - 10月28日 - スターフライヤーが台北/桃園便を就航[38]。
- 2019年（平成31年・令和元年）
  - 3月31日 - FDAが静岡便を就航。名古屋/小牧便は運休。
  - 6月5日 - エアプサンが大邱便を就航。
  - 8月17日 - 中国東方航空が大連便を就航[39]。
- 2020年（令和2年）
  - 4月1日 - 空港島内に海上保安庁の第七管区海上保安本部福岡航空基地を移転・改称し、北九州航空基地を設置[注 1]。
- 2022年（令和4年）
  - 12月22日 - 世界最大級の輸送会社「UPS」が本空港に国際貨物の定期便を、翌2023年2月より就航させることを発表。UPSが九州地方へ定期便を就航させるのは北九州空港が初。
- 2023年（令和5年）
  - 5月8日 - ジンエアーがソウル/仁川便を週4往復で運航再開（同年6月29日から1日1往復に増便）[43]。
  - 5月24日 - ハイエアが務安便（韓国からのチャーター便）を週5往復運航（8月末までの予定）[44]。
- 2024年（令和6年）
  - 1月8日 - 天津航空が大連便を再開[45]。
  - 2月2日 - 天津航空が大連便を運休[46]。

## 施設

### 旅客ターミナルビル

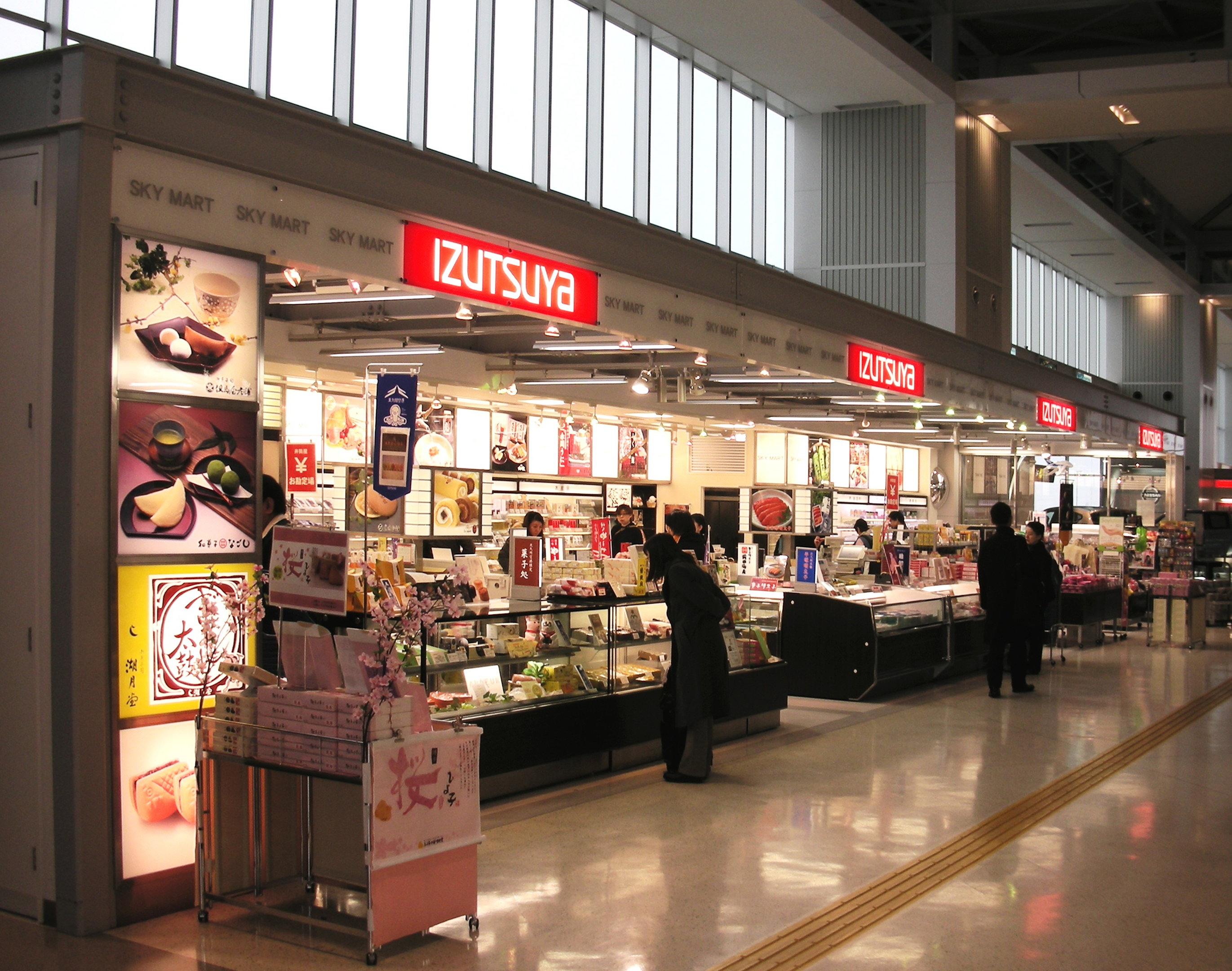
井筒屋北九州空港店

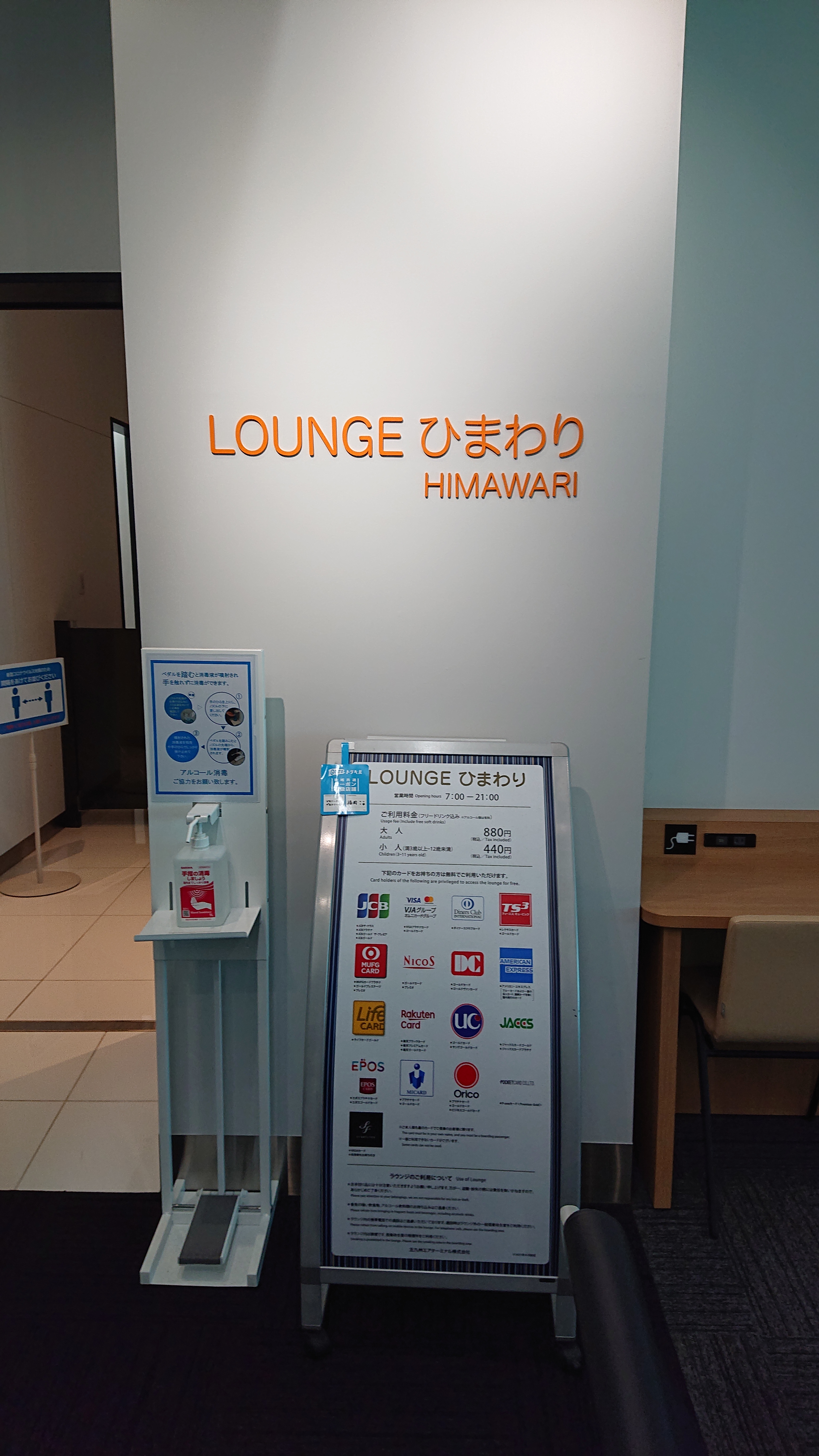
保安検査場内にあるカードラウンジ「ひまわり」

旅客ターミナルビルは、福岡県や北九州市など地元自治体や民間企業が出資する第三セクター「北九州エアターミナル」が運営している。ビル内の商業施設エリアには井筒屋が北九州空港店を出店している。
総合観光案内所には北九州市にゆかりのある松本零士にちなんで、空港カウンター・ロビーなどでメーテルが出迎えている。
2006年4月より、当港を発着する便の航空券に旅客施設使用料として100円が上乗せされている。

### その他の施設（空港島内）

#### 航空関連民間事業所
- ANA Cargo（国内貨物ターミナルビル内）
- エス・ジー・シー佐賀航空北九州営業所・格納庫
- 共立航空撮影株式会社北九州営業所
- 北九州エアターミナル
  - 貨物ターミナルビル
  - 航空会社事務所棟（スターフライヤー本社社屋）
  - 国際貨物上屋
- 空港施設
  - 飛行整備用格納庫 - 三菱重工業北九州飛行整備格納庫として建設されたが、飛行訓練拠点としての使用目的であったMitsubishi SpaceJet（MSJ、旧MRJ）の開発中止に伴い、海上保安庁の格納庫および研修執務室に転用され同庁が随意契約にて賃借している[49][50]。
  - 北九州空港トレーニングセンター（SFJトレーニングセンター）
- 國際航空給油株式会社北九州空港事業所
- JALカーゴ貨物上屋
- スターフライヤー格納庫（SFJメンテナンスセンター）
- タカギ格納庫
- 毎日新聞西部本社編集局航空部空港事務所

#### 行政機関・公共施設
- 財務省
  - 門司税関北九州空港出張所
- 国土交通省
  - 大阪航空局北九州空港事務所
  - 九州地方整備局北九州港湾・空港整備事務所空港北町出張所
  - 海上保安庁
    - 第七管区海上保安本部北九州航空基地
    - 海上保安学校宮城分校北九州航空研修センター
- 福岡県警察小倉南警察署北九州空港警備派出所
- 北九州市消防局警防部消防航空隊

#### その他民間事業所
- オリックスレンタカー北九州空港店
- 東横イン北九州空港
- トヨタレンタカー北九州空港店
- ニッポンレンタカー北九州空港営業所

- 旅客ターミナルビルの外観
- 旅客ターミナルビル展望デッキの足湯
- 旅客ターミナルビル正面玄関
- LOUNGEひまわり内景
- LOUNGEひまわり内景
- 旅客ターミナルビル内国際線到着口
- スターフライヤー ANNEX棟

## 拠点・焦点都市としている航空会社
- スターフライヤー（SFJ）

## 就航路線
航空会社が2社以上の場合、最前の航空会社の機材・乗務員で運航する共同運航便（コードシェア便）

### 国内線
| 航空会社                                                                 | 就航地                             |
| ------------------------------------------------------------------------ | ---------------------------------- |
| 日本航空 (JAL)                                                           | 東京国際空港                       |
| スターフライヤー (SFJ)・全日本空輸 (ANA)（東京国際空港便の一部便を除く） | 東京国際空港、那覇空港（季節運航） |

 航空会社が撤退または運休中の定期就航路線
- 日本トランスオーシャン航空 (JTA)
  - 那覇空港：2006年3月 - 2010年5月
- ジェイエア (JAR)
  - 名古屋飛行場（小牧空港）：2006年3月 - 2007年4月
- スカイマーク (SKY)
  - 東京国際空港：2010年8月10日 - 2012年9月30日
  - 那覇空港：2010年8月10日 - 2010年10月31日
- フジドリームエアラインズ (FDA)
  - 名古屋飛行場（小牧空港）：2015年3月29日 - 2019年3月30日[29][30]
  - 静岡空港：2019年3月31日 - 2021年3月27日

| 行き先       | 旅客数    | 国内線順位 |
| ------------ | --------- | ---------- |
| 東京国際空港 | 約104万人 | 上位24位   |

### 国際線
| 航空会社              | 就航地                              |
| --------------------- | ----------------------------------- |
| スターフライヤー (7G) | 務安（定期チャーター便）            |
| ジンエアー (LJ)       | ソウル/仁川                         |
| エアロK(RF)           | 清州(2025年9月30日より運航開始予定) |

運休中の定期就航路線
- 中国東方航空 (MU)
  -  中国：大連周水子国際空港（大連）[39]
- ジンエアー (LJ)
  -  韓国：金海国際空港[54][55]
- コリアエクスプレスエア (XE)
  -  韓国：務安国際空港[57]、襄陽国際空港
- エアプサン (BX)
  -  韓国：大邱国際空港[58]
- ティーウェイ航空 (TW)
  -  韓国：務安国際空港[59]

#### 就航都市
- 東アジア
  -  台湾：台北/桃園（運休中）
  -  韓国
    - ソウル/仁川
    - 清州(2025年9月30日より就航予定)

  -  中国：大連（運休中）

#### 就航実績のある航空会社
- スターフライヤー (7G)
  -  韓国・金海国際空港（釜山）
- チェジュ航空 (7C)
  -  韓国・仁川国際空港（ソウル）
- ハイエア (4H)
  -  韓国・務安国際空港（務安、チャーター便のみ）
- 天津航空 (GS)
  -  中国・大連周水子国際空港（大連）[31][45]
- 中国南方航空 (CZ)
  -  中国・広州白雲国際空港（広州）（上海浦東国際空港（上海）経由）、上海浦東国際空港（上海）
- ウラジオストク航空 (XF)
  - ロシア・ウラジオストク空港（ウラジオストク、2006年夏期限定）[60]

### 貨物便
大韓航空が2019年11月30日からソウル/仁川行きの国際貨物定期便を就航する予定。福岡空港発着の旅客便の機材小型化で不足している貨物スペースの代替や九州から韓国への半導体輸出など新たな需要を見込むもので、ロサンゼルス国際空港からソウル/仁川へ運航する定期便の一部を北九州経由とする。
このほか、生体馬や大型貨物の輸出入のためチャーター便、臨時寄港便などによる大型貨物機が就航している。
かつてはギャラクシーエアラインズによる東京/羽田線・大阪/関西線、揚子江快運航空による上海線、日本貨物航空による東京/成田線、全日本空輸による成田もしくは関西/北九州/那覇線などが定期便として就航していたが、廃止・運休に至っている。

#### 貨物定期便を就航している航空会社
- 大韓航空 (KE) 
  -  韓国・仁川国際空港
 アメリカ合衆国・ロサンゼルス国際空港[61]。
- UPS航空 (5X)
  -  日本・関西国際空港 
 中国・深圳宝安国際空港（関西国際空港経由）[62]
- スプリング・ジャパン（IJ） [注 2]
  -  日本・新千歳空港、成田国際空港、東京国際空港、那覇空港

#### 貨物便の就航実績のある航空会社
- 全日本空輸（NH）

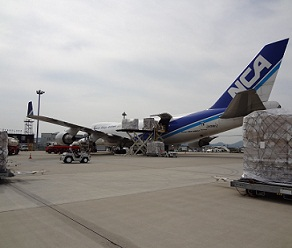
北九州空港に駐機している日本貨物航空B747-400F

  -  日本・成田/北九州/那覇（沖縄貨物ハブ活用便であったがCOVID19流行による外国人乗務員検疫強化により休止）
- 日本貨物航空 (KZ) 
  -  日本・成田国際空港（日本）（台湾・桃園国際空港からの経由便）
- ギャラクシーエアラインズ (J7) 
  -  日本・東京国際空港（日本）
  -  日本・関西国際空港（日本）
- ヴォルガ・ドニエプル航空 (VI) 
  -  ロシア・シェレメーチエヴォ国際空港 (ロシア)
- アントノフ航空(ADB) 
  -  ウクライナ・ホストーメリ空港（ウクライナ）
- ルフトハンザ・カーゴ (LH) 
  -  ドイツ・フランクフルト空港（ドイツ）
- 上海国際貨運航空 (F4) 
  -  中国・上海浦東国際空港（中国）
- 揚子江快運航空 (Y8) 
  -  中国・上海浦東国際空港（中国）
- サザン・エアー (9S) 
  -  アメリカ合衆国・シンシナティ・ノーザンケンタッキー国際空港（米国）
- シンガポール航空カーゴ (SQ) 
  -  シンガポール・シンガポール・チャンギ国際空港（シンガポール）
- マレーシア航空 (MH) 
  -  マレーシア・クアラルンプール国際空港（マレーシア）
- 香港航空 (HX)
  -  香港・香港国際空港（香港）[63]
- アトラス航空 (5Y) 
  -  アメリカ合衆国・ニューヨーク・パーチェス国際空港（米国）

## 空港の利活用動向

### Sea & Air 輸送
2013年11月24日、NASAとJAXAが共同開発した人工衛星（GPM主衛星）の輸送に北九州空港が利用された。この輸送が北九州空港と空港島の護岸を使った初のSea & Air輸送となった。
輸送経路はアンドルーズ空軍基地からアメリカ空軍の大型輸送機C-5 ギャラクシーによる空輸で北九州空港へ、空港島の護岸から内航船で種子島まで海上輸送、打ち上げが行われる種子島宇宙センターまで陸送というものであった。なお、北九州空港での空港ランプから護岸までは、特殊車両で陸上輸送された。

### 飛行試験
三菱航空機が開発中のMitsubishi SpaceJetの量産にあたり、飛行試験および駐機場所のサブ拠点として本空港を活用する計画があった。北九州空港での飛行試験は当初2016年度後半以降の開始を見込んでいたが、2018年時点では2022年に開始予定とされ、2020年までに空港敷地内に飛行試験用の格納庫ならびにエプロンが竣工した。
しかしSpaceJetの開発計画自体が凍結されたため飛行試験の実施は白紙となり、建設された施設は海上保安庁の格納庫および研修執務室に転用され同庁が随意契約にて賃借している。

### 福岡空港の門限による代替利用
福岡市にある福岡空港は空港周辺が市街地化しており騒音問題・周辺環境への配慮等から、緊急時の海上保安庁、自衛隊機等の使用やダイバートを除き、滑走路の利用時間帯は7時から22時と制限されている上に滑走路1本あたりの年間離着陸回数は日本一であり、2023年には半年間の羽田発福岡行きだけで航空機が福岡空港付近まで到達したのにもかかわらず引き返す事例が1月19日にスカイマークBC27便(ボーイング737-800、JA73NG、中部国際空港で給油後羽田着)、1月24日に全日本空輸NH273便(ボーイング777-200ER、JA744A)、2月19日に日本航空JL331便(エアバスA350-900、JA07XJ、関西国際空港で給油後羽田着)合わせて3件発生している。
このような状況を受けて北九州市と福岡県は24時間運用が可能な北九州空港に着陸できるよう調整を進め、乗客の輸送などで協力を得られるバス会社やタクシー会社などあわせて125社をリスト化し、航空会社に提供するといった体制を整えた。実際にこの体制は2023年6月11日に日本航空羽田発福岡行きJL331便(エアバスA350-900、JA06XJ)が出発時刻を3時間遅れ、当空港に着陸した際に初めて運用された。この便の乗客およそ280人のうち180人が、手配したバス5台に分乗し、福岡市へ向かった。
本空港への定期便が就航していない全日本空輸についても、到着後の機体誘導や乗客の移動などへの協力態勢が確保できた場合などの条件付きではあるが、2023年12月23日にダイバートに関する態勢を整備。2024年3月19日に福岡空港の門限により欠航となった269便で初めて適用され、全日本空輸が北九州空港までの臨時便を運航した上で同空港からは同社が手配したバスにより、福岡市へと向かった。
しかし、2023年9月4日にはフィリピンのセブパシフィック航空のマニラ発福岡行き5J922便(エアバスA321-200、RP-C4116)が福岡空港で着陸復航を実施したものの、燃料切れの恐れがあり当空港に代替着陸した。しかし、当空港では夜間の入国手続きができず、乗客の降機は不可能であり、その後給油をし、福岡空港へ再度向かったが門限に間に合わずフィリピン・マニラへ引き返す事態が発生。2024年5月19日も同航空が福岡空港での滑走路閉鎖の影響で一旦当空港に代替着陸したが、福岡空港の門限の影響により、関西国際空港に向かう事態となった。

### 北九州空港で撮影された作品
北九州フィルム・コミッションの誘致・協力により、当空港で以下のドラマ・映画など映像作品の撮影が行われた。韓国の映画監督であるチェ・チャンファンは、空港を舞台とした映画を製作する上で当空港の24時間運用を利点として挙げている。
- アテンションプリーズ（2006年、フジテレビ、主演 上戸彩） - 第1話のロケーション撮影。
- 交渉人THE MOVIE（2010年、東映、主演 米倉涼子） - エプロンで撮影。
- ワイルド７（2011年、ワーナー・ブラザーズ映画、主演 瑛太）
- 劇場版 MOZU（2015年、東宝、主演 西島秀俊）
- 相棒 劇場版Ⅳ（2017年、東映、主演 水谷豊）
- 映画『風が通り抜ける道』（2024年、イオンエンターテイメント）（田中壱征監督作品）沖縄県後援、カンヌ国際映画祭2023年 披露上映作品、沖縄国際映画祭2023年 正式出品作品、

## 交通機関

### 道路

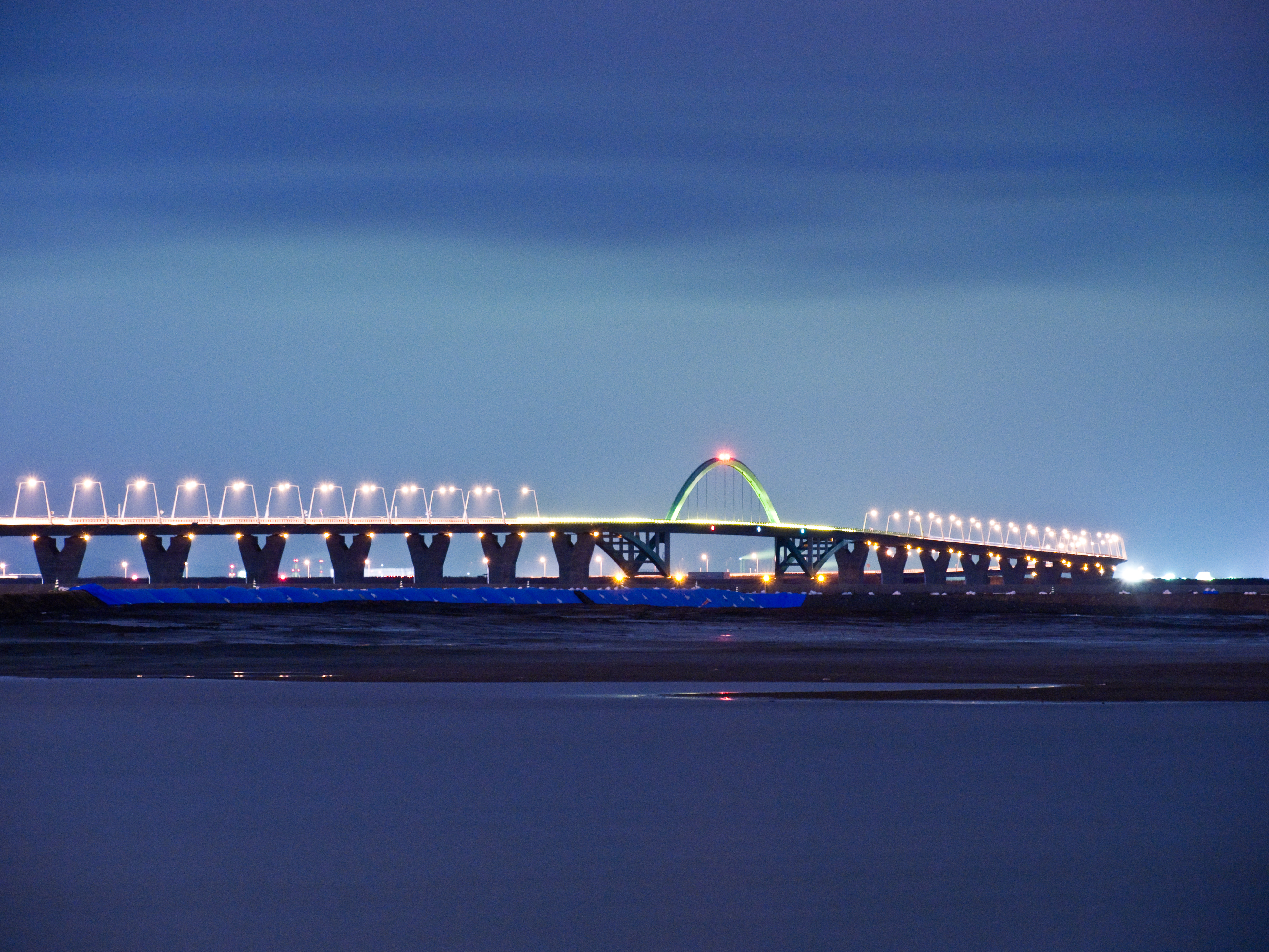
新北九州空港道路

空港の開港にあわせて、2006年2月26日から東九州自動車道の一部区間（北九州JCT - 苅田北九州空港IC）が供用開始。新北九州空港道路も同年3月5日から供用開始となった。本土と空港を結ぶ新北九州空港連絡橋は、通行料無料の橋としては、2015年1月31日に宮古島市に3,540mの伊良部大橋が開通するまで日本一の距離（2,100m）であった。

### バス
北九州市、福岡市とを結ぶ以下のバスが運行されている。
- 北九州空港エアポートバス（西鉄バス北九州）
  - 小倉線：小倉駅 - 北九州空港
  - 黒崎・折尾・学研都市線：学研都市・折尾・黒崎 - 北九州空港
  - 朽網線：朽網駅 - 北九州空港 ※一般路線、行先番号51番
- 福北リムジンバス（北九西鉄タクシー）
  - 天神・博多駅 - 北九州空港：2015年7月17日より運行。運行本数は早朝の空港行き1本と深夜の空港発3本[77]。当初は天神・博多地区とを結ぶ直行便であったが、2018年7月1日から空港発の降車停留所として「直方PA」「若宮IC」「上の府太郎丸」「御幸町」「呉服町」が追加され、1往復は中型バスでの運行（北九西鉄タクシーが担当）となった[78]。
- 福岡観光バス
  - 岡垣サンリーアイ - THE OUTLETS KITAKYUSHU - 北九州空港（土曜日のみ）

かつては以下のバス路線が運行されていた。
- 苅田駅・行橋駅 - 北九州空港（西鉄バス、2009年9月30日まで運行）
- 太陽交通の苅田駅 - 北九州空港「ソラッピー」（2015年3月31日まで運行）[79]
- Beppu Express（大分交通・亀の井バス）[80]
  - 別府駅 - 北九州空港（2018年10月28日 - 2019年7月31日）[81]
- 下関・門司港レトロ - 北九州空港（サンデン交通、2011年3月31日までと2019年10月27日-2020年6月30日の間運行）
- くろかんくんライナー（西鉄バス、2014年4月26日から2015年1月25日の土日祝のみ）
  - 中津駅 - 行橋駅前通 - 北九州空港

### 乗合タクシー
早朝・深夜の時間帯に運航される便に接続するバスが小倉駅方面・福岡市内方面に限られるため（2016年8月現在）、これらの便に合わせて北九州市内各地・下関市内向けの乗合タクシー（要予約）が運行されている。（北九州空港のホームページ等参照）

### 鉄道
最寄り駅はJR九州日豊本線の朽網駅で、普通列車の他に特急「ソニック」「にちりんシーガイア」の一部が停車する（快速列車は停車しない）。朽網駅や小倉駅から空港までは連絡バスが利用できる。

#### 連絡鉄道構想
海上空港である北九州空港には既存の鉄道が乗り入れていないため、北九州市では2001年（平成13年）からアクセス鉄道の事業化に向けた検討に着手した。2003年（平成15年）から同市を中心とした「新北九州空港アクセス鉄道整備検討委員会」が空港島と小倉駅を結ぶ空港連絡鉄道の建設可能性について検討を行ない、小倉駅から在来線を小倉駅付近の鹿児島本線から分岐し新門司経由で新設する案、新幹線を小倉駅付近の山陽新幹線から分岐し新門司経由で新設する案、在来線を日豊本線の下曽根駅から分岐させる案の3案を示した。
これらの案は2010年（平成22年）に検討結果が取りまとめられ、事業採算性の確保には最も採算性の良い在来線を小倉駅から新門司経由で新設する案でも年間約300万人、新幹線案では約810万人の空港利用者が必要とされ実際の利用状況（同年度は約118万人）と乖離があることから、空港利用者数が200万人を超えるまでアクセス鉄道の検討は一旦休止することとされた。この間、市の動きとは別に福岡県も「新北九州空港軌道系アクセス検討委員会」を立ち上げ、空港利用者が450万人以上になれば事業採算性が確保されるとの検討結果を2006年（平成18年）に公表している。
その後、国際線の路線拡大などにより2018年度（平成30年度）には180万人近くまで空港利用者が増加し、同年12月の北九州市長選挙で「利用者数200万人達成を視野に、軌道系アクセスの実現可能性について改めて調査を開始」との公約を掲げた北橋健治が再選したこともあり、同市は2019年度（平成31/令和元年度）から以前の検討ルートの現地調査など環境変化の確認に着手。同年11月には鉄道事業者のJR九州や需要予測などを担うアジア成長研究所とアクセス鉄道に関する意見交換を行い、今後継続して協議するとしている。その後、2023年2月の北九州市長選挙で初当選した武内和久は「航空旅客数200万人達成を目途に鉄道の空港乗り入れを検討」という方針を維持しつつも、小倉駅から北九州空港を経由して別府・大分方面へ繋ぐ新幹線ルートの整備に関心を示している。

### 航路
下関市の唐戸地区、北九州市門司区の門司港地区と当空港を結ぶ連絡船を2025年3月から試験的に運航する。

## 航空管制
北九州空港の航空交通業務を担当する機関は次のとおり。
- 進入・ターミナルレーダー管制業務：防衛省航空自衛隊築城基地築城管制隊
- 飛行場管制業務：国土交通省大阪航空局北九州空港事務所
- 他飛行場援助業務：国土交通省大阪航空局福岡空港事務所（福岡飛行援助センター(FSC)）

開港当初の北九州空港は、進入管制業務を福岡航空交通管制部（福岡市）が受け持ち、北九州空港事務所航空管制運航情報官が飛行場対空援助業務を行うレディオ空港（飛行場管制業務は行われない）であった。また、計器出発・進入経路が山口宇部空港や海上自衛隊小月航空基地（下関市）と重複しており、当空港やこれらの空港や基地に到着機や出発機がある場合は離着陸（計器進入や計器出発）ができなかった。さらに、空港建設決定時の制限事項として「空港のすぐ南側にある航空自衛隊築城飛行場の管制圏に立ち入ることが出来ない」ことが定められていたため、南側からの計器進入方式が設定出来ず、これらの理由から悪天候時には運航ダイヤに頻繁な遅延が生じていた。
このような状況を改善すべく、北九州空港事務所に航空管制官が配置され、2007年10月1日より24時間の飛行場管制業務が開始された。さらに、2008年3月13日より航空自衛隊築城基地が担当する管制空域（築城進入管制区）が拡大され、当空港と山口宇部空港においてターミナルレーダー管制が導入された。このため開港直後に多発した運航遅延は、2009年以降程度の運航状況では殆ど見られない程度に解消されている。
2014年4月1日0000(JST)からは、北九州空港の飛行場管制の運用時間が縮小され、交通量が少ない深夜・早朝は福岡FSCによる他飛行場援助業務が行われるリモート空港となっている。それぞれの担当時間は以下の通り。
- 7時45分 - 22時15分までは、北九州TWR
- 22時15分 - 7時45分までは、北九州リモート

このほか、無線航行陸上局として、北九州ILS、周防VOR/DME（SUE）を設置している。